# Čmelák temný
Čmelák temný (Bombus argillaceus Scopoli) je vzácný druh čmeláka. V České republice náleží mezi zákonem chráněné druhy.
Patří do druhové skupiny pocket makers, tzn. že při stavbě díla jsou pod larvami budovány zvláštní voskové kapsičky. Dělnice do nich ukládají pyl a med. Larvy nejsou krmeny, ale samy takto nashromážděnou potravu odebírají.
Zbarvení: předohruď i zadohruď je zvýrazněna širokou žlutou páskou, uprostřed je páska černá. Zadeček matky je celý černý. Dělnice mají první článek zadečku žlutý konec bílý. Samci mají světlou hlavu. Tento čmelák patří k větším druhům. Matka dorůstá do velikosti 24 mm až 28 mm.
Za letu vydává hluboký tón.
Létá v době květu hluchavek. Hnízdí v opuštěných brlozích syslů.
Z území Česka pravděpodobně vymizel. Nejbližší výskyt je hlášen z jižního Slovenska.